# Монстр Хай (ляльки)

Фрагмент коробки ляльки Спектра Вондергейст (Monster High)

Мо́нстер Хай, «Школа монстрів» (англ. Monster High) — американська серія фешн-ляльок, створена Ґарретом Сендером, ілюстрації Келлі Райлі. Офіційний реліз відбувся в липні 2010 року. Персонажі цієї серії навіяні фільмами жахів і класичними історіями про чудовиськ, що виокремлює Monster High з-поміж інших фешн-ляльок. Бренд Школи монстрів належить компанії Mattel, яка володіє іншим відомим брендом ляльок, Барбі. Персонажі серії пов'язані з дітьми загальновідомих монстрів: дочки та сини (або племінники) Дракули, Чудовиська Франкенштейна, Перевертня, Мумії, Примари Опери, Банші, Медузи Горгони, Зомбі тощо.
Під маркою Monster High випускаються супутні продукти, що поєднані стилем та персонажами: іграшки, сумки, галантерея та інше.
На офіційному сайті серії з травня 2010 року розміщуються епізоди анімаційного фільму Monster High.

## Опис ляльок
Зріст ляльок — 25,5 см (дівчата) та 27,94 см (хлопці). Тулуб виготовлений з АБС-пластику та оснащений 11 шарнірами, голови ляльок — з м'якого поліхлорвінілу (ПХВ). Персонажі мають унікальний відтінок шкіри й скульптуру обличчя.

## Персонажі

Лялька Робека Стім (Monster High)

У світі Монстер Хай багато персонажів з різними характерами, звичками, походженням та зовнішнім виглядом. Але деякі з найпопулярніших зустрічаються майже в кожній лінії іграшок чи серії фільмів.
- Френкі Штейн (англ. Frankie Stein) — дочка Чудовиська Франкенштейна. Вік персонажу складається з кількості днів, що впливає на її настрій та вдачу. Френкі Штейн не має досвіду спілкування, тому незручно почувається в компанії, попри свою ґречність та приязність. Її найкращі подруги це — Клодін Вульф, Дракулаура та Лагуна Блю. Колишня дівчина Джексона та Холта. Її домашній улюбленець — цуцик Ватзит (англ. Watzit), або Безіменний. Френкі має довге чорно-біле волосся та різноколірні очі, зелене і блакитне, бліду зелену шкіру. У спешіалі «Втеча з Узбережжя Черепу» Френкі — невідомий учений, що загинув на острові.
- Дракулаура (англ. Draculaura) — дочка графа Дракули, якій виповнилося 1600 років. Дракулаура не схожа на батька: будучи переконаною вегетаріанкою, вона не п'є кров і навіть боїться її. Проте, як усі вампіри, вона не відбивається у дзеркалі й не переносить сонця, через що змушена користуватися парасолькою та захисним кремом для шкіри. Дракулаура має світло-бузкові очі, чорне волосся з рожевими пасмами та родимку у вигляді сердечка. Домашній улюбленець — кажан, на ім'я Граф Неймовірний (англ. Count Fabulous).
- Клодін Вульф (англ. Clawdeen Wolf, від claw — кіготь та wolf — вовк) — дочка Перевертня. Приголомшлива 15-річна красуня, що обожнює моду і завжди стильно одягається, мріє створити власну імперію моди. Найкраща подруга Дракулаури. Улюблений колір — золотавий. Клодін має коричневе волосся та жовті очі. Домашня тварина — кошеня Крессет (Crescent).
- Лагуна Блю (англ. Lagoona Blue, від blue — блакитний) — дочка Морського монстра. 15-річна учениця, яка приїхала за програмою обміну зі школи «Виворіт». Має австралійський акцент (в американському оригіналі мультфільму) та демонструє особливості поведінки й характеру, які жителі США вважають суто австралійськими. Лагуна відкрита для спілкування, добра спортсменка. Має світле волосся з блакитними пасмами, зелені очі. Дівчина Ґіла Веббера. Домашня тваринка — піранья Нептуна (Neptuna).
- Клео де Ніл (англ. Cleo de Nile) — дочка Мумії (Рамзеса де Ніла), владна та егоїстична модниця. Має чорне волосся з золотавими пасмами, блакитно-зелені очі та алмаз на обличчі. Улюбленець Клео — кобра Гізетт (Hissette). Клео де Ніл є 5842-річною принцесою Єгипту. Найкраща подруга — Гулія Єлпс, послугами якої вона не соромиться користуватися. Конкурентка Торалей Страйп. Клео — найпопулярніша дівчина Школи монстрів, уважає себе королевою школи. Капітан команди зі «Страхлідинга». Має старшу сестру Неферу де Ніл, дівчина Д'юса Горгона.
- Гулія Єлпс (англ. Ghoulia Yelps, від ghoul — вурдалак та yelp — зойкати) — дочка Зомбі, яка користується виключно «зомбі-мовою», тобто лише стогне та мукає. При цьому Гулія є найкращою ученицею школи, володіє надзвичайним інтелектом. Разом з тим вона тиха та сором'язлива монстр-дівчина. Має блакитне волосся, носить окуляри. Домашній улюбленець — сова Сер УхУхЛот (англ. Sir Hoots A Lot). Закохана у Слоу Мо.
- Д'юс Горгон (англ. Deuce Gorgon, від deuce — два, нічия) — син Медузи Горгони. Капітан шкільної команди з «каскетболу». Захоплюється скейтбордингом, любить куховарити. Д'юс дуже приязний монстр, який має багато друзів і товаришів. Хлопець Клео де Ніл. У Горгона замість волосся зелені змії на голові, татуювання на руці, він носить темні окуляри. Домашня тварина — двохвостий пацюк Персей.
- Еббі Бомінебл (англ. Abbie Bominable, від abominable — гидкий, нестерпний) — 16-річна дочка Єті, родом з Гімалаїв. Спершу може здатися «холодною» (у буквальному сенсі), але насправді дружня та чуйна, хоч і може іноді сказати щось грубе, не помітивши цього (все через те, що «у їхньому селі не прийнято багато розмовляти»). Має біле волосся із блакитними, ліловими та рожевими пасмами та блакитну шкіру. Здатна заморожувати все, чого торкнеться. Домашня тварина — дитинча мамонта Шивер (Shiver).
- Спектра Вондергейст (англ. Spectra Vondergeist, від specter — привид) — донька Привидів, ровесниця Гулії. Веде блог «Примарні плітки», причому дуже часто розуміє речі не так, як вони є насправді, через що нерідко викликає скандали. Вміє літати та проходити крізь стіни. Має фіолетове волосся та блакитні очі, є напівпрозорою, як всі привиди. Її улюбленець — тхір Руен (Ruen).
- Торалей Страйп (англ. Toralei Stripe, від stripe — смуга) — донька кішки-перевертня. Увесь час намагається комусь напакостити, особливо якщо це стосується Клео де Ніл (хоча, як правило, все складається так, що у дурнях залишається вона сама). Її часто можна побачити у компанії Нявлоді та Пурсефони. Має коротке жовто-руде волосся із чорними «тигровими» смугами, зелені очі та «котячі» риси обличчя. Домашня тваринка — саблезубе тигреня Світ Фенг (Sweet Fang).
- Нявлоді та Пурсефона (англ. Meowlody and Purrsephone, від meow — нявкати, melody — мелодія, purr — мурчати) — близнючки, кішки-перевертні та найкращі подруги Торалей Страйп, але не завжди з нею в усьому погоджуються. Вкриті темно-сірим хутром, зовні дуже схожі одна на іншу, але у Нявлоді волосся біле зі смугастим пасмом справа, а у Пурсефони — чорне зі смугастим пасмом зліва. Не говорять, тільки шиплять та нявчать. За характером досить різні: Нявлоді більш вольова та «сильна», тоді як Пурсефона сором'язливіша та м'якша.
- Оперетта (англ. Operetta) — дочка Привида Опери. Має руде волосся з чорними локонами, носить маску у вигляді музичної ноти на лівому оці. Індивідуалістка, не любить командних заходів, також дуже цілеспрямована. Талановита музика та композитор, але її голос краще слухати у записі (через те, що наживо вона здатна рознести ним що завгодно). Її студія звукозапису знаходиться в катакомбах під школою. Її домашня тваринка — павук Дедді-о / Мемфіс Лонглегс (Memphis 'Daddy-o' Longlegs, «Довгоніг»).
- Хіт Бернс (англ. Heath Burns, від heat — жар, burn — горіти) — син вогняного елементала. Має жовту шкіру, червоні очі та руде волосся, що спалахує, коли він чимось захоплений. Вважає себе крутим, але насправді часто виставляє себе на посміховисько. Не вважає, що відсутність планування, — це погано. Хлопець Еббі Бомінебл, двоюрідний брат Джексона.

## Комп'ютерні ігри
Після випуску популярної серії ляльок та створення мультфільмів з'явилися комп'ютерні ігри з персонажами «Школи Монстрів», що представлені у різних жанрах — аркади, квести, дресапи. Компанія THQ у 2011 році представила комп'ютерну гру Monster High: Ghoul Spirit, компанія Little Orbit з 2012 року випустила ігри Skultimate Roller Maze, 13 Wishes (2013) і Freaky Fusion (планується). Гра Ghouls and Jewels для мобільних пристроїв розроблена компаніями Mattel і Blubox.

## Книги
Серія книг з пригодами персонажів «Школи монстрів» написана канадською письменницею Лісі Гаррисон.

## Відгуки
Серія Monster High отримала кілька нагород: переможець People's Play Awards 2010 у номінації «Фешн-ляльки», переможець The Independent Toy Awards 2012 у номінації «Ляльки».
Однак незвична стилістика та персонажі лялькової серії викликали й критичні відгуки: серія була номінована на премію TOADY 2011 для найгірших іграшок.